# Varbergs station
Varbergs station är en järnvägsstation i centrala Varberg, Halland. Den ligger längs Västkustbanan och är slutstation för Viskadalsbanan. Den gamla stationen ersattes av en ny när Varbergstunneln invigdes i juli 2025. Den nya stationen är trafiktekniskt en driftplatsdel och benämns Varbergs central. 
Stationen trafikeras av Öresundståg och Västtågen. Bussterminalen ligger i kvarteret mitt emot stationen. 8 000 resenärer om dagen förväntas flöda genom den nya järnvägsstationen som öppnade 2025.[källa behövs]
Tågen som stannar vid stationen tillhör Västtågen (Uddevalla–Vänersborg–Herrljunga–Borås–Varberg samt Göteborg–Varberg) och Öresundståg (Göteborg–Helsingborg–Malmö–Köpenhamn).

## Gamla stationen

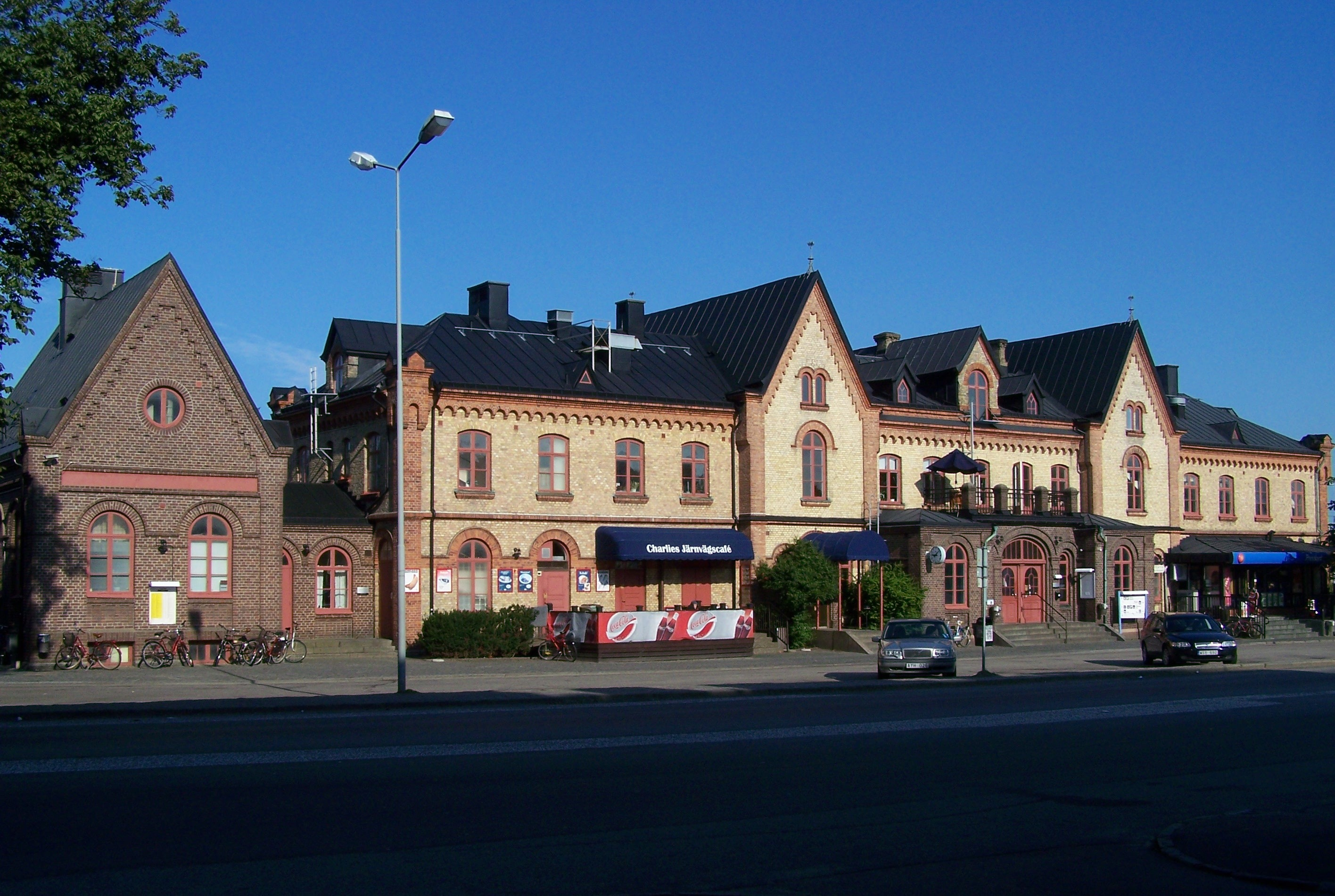
Det gamla stationshuset

Varbergs station öppnade den 25 oktober 1880, då Varberg–Borås Järnväg stod klar. Därefter tillkom järnvägslinjer utmed Västkusten (nuvarande Västkustbanan) genom Mellersta Hallands Järnväg (Varberg–Halmstad) som öppnades 19 september 1886 och Göteborg–Hallands Järnväg (Varberg–Göteborg) som öppnades 1 september 1888. Sin tredje järnvägsförbindelse fick Varberg den 1 april 1911 genom Varberg–Ätrans Järnväg, som förband staden först med Ullared och från den 22 juli 1911 även med Ätran. Järnvägen lades ner den 1 februari 1961.
Stationen ritades av stockholmsarkitekten S F Mellin 1879 enligt bygglovshandlingarna. Det är alltså inte Adrian Petersson som skapat huset, vilket ibland anges.[källa behövs]
Den 20 september 2020 upptäcktes sprickbildning i byggnaden och stationshuset stängdes temporärt. Sprickorna hade uppstått på grund av att marken hade börjat röra sig då man tidigare hade arbetat med att installera en spont, och spolat med vatten i borrhålet.
Enligt Jernhusen ska stationshuset renoveras när det nya stationshuset är invigt. Stationshuset övervåning består av kontor och det är inte ännu spikat vad som kommer hända med nedervåningen i framtiden, men Jernhusens tanke är att fortsatt hyra ut till verksamheter.
Den gamla stationen stängdes den 8 juni 2025. Rivningsarbetet sattes igång då den gamla järnvägen ska rivas och marken återställas. Varbergs kommun har tagit fram ett förslag kallat Gamla spåret, på vad man kan göra med marken inom det gamla spårområdet.

## Nya stationen
Det nya stationshuset invigdes den 13 juli 2025, några hundra meter ifrån den tidigare byggnaden. Det nya stationshuset byggdes som en följd av den dubbelspåriga järnvägstunnel som byggts under centrala Varberg för att förbättra järnvägens kapacitet, och eliminera buller med flera skäl. Stationen har fem spår, i öster en plattform med ett kortare spår med stoppbock för vändande tåg från Viskadalsbanan och ett långt spår för södergående tåg. I mitten finns ett spår utan plattform för passerande tåg och i väster en plattform med två spår för norrgående eller vändande tåg.

## Galleri

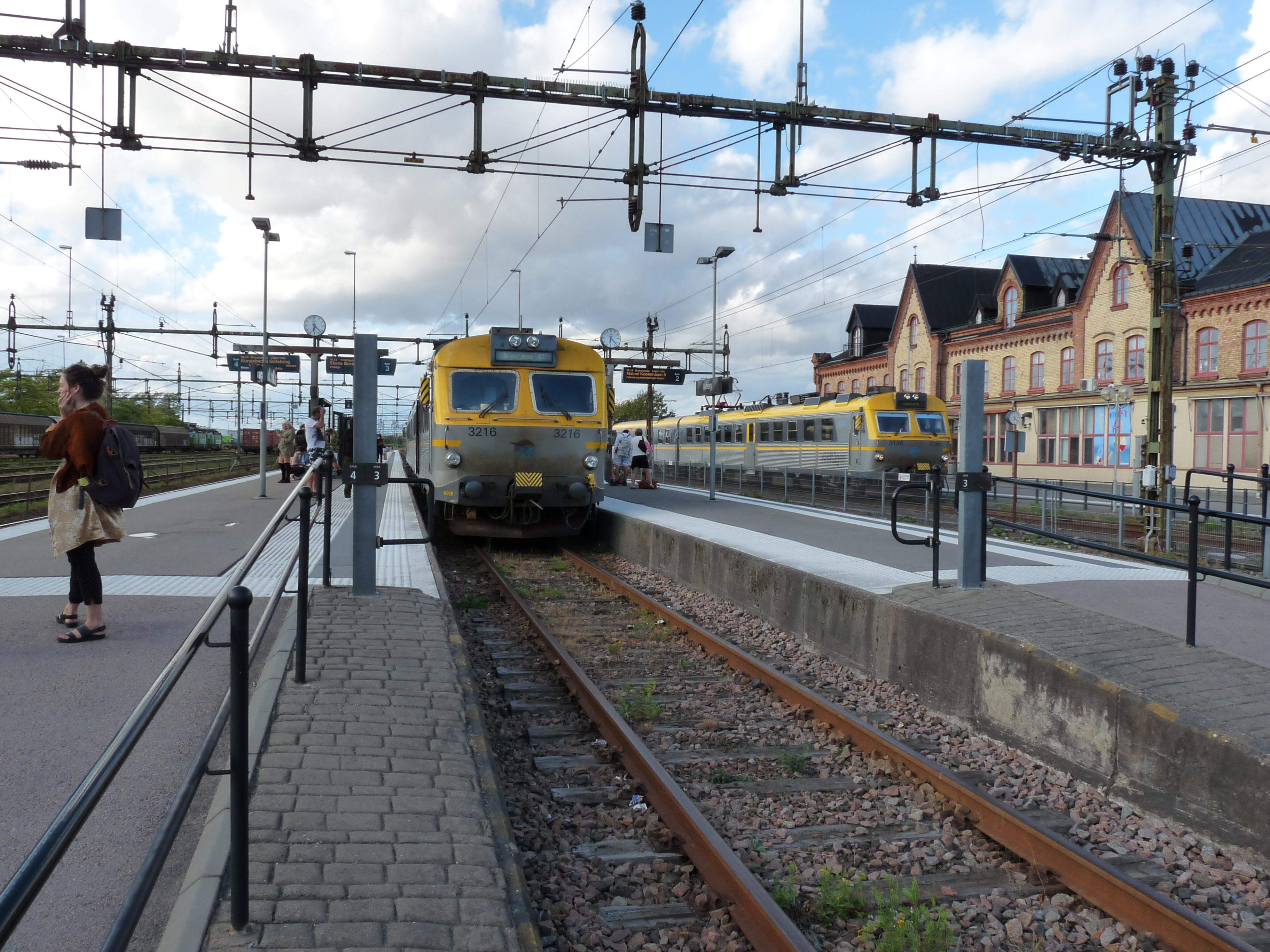
Varbergs gamla station och tåg mot Borås på spår 3.
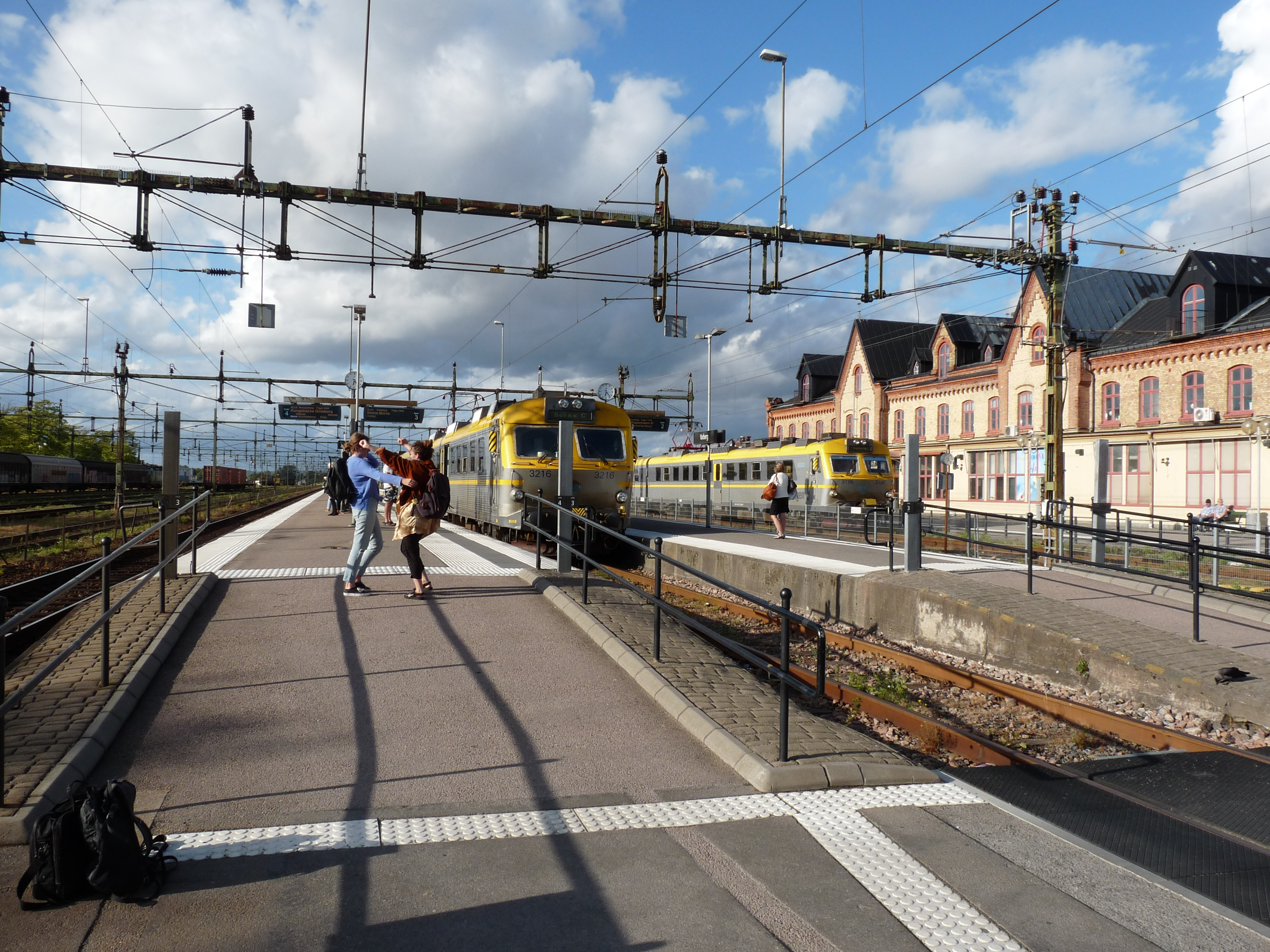
Varbergs gamla station plattform 3 och 4.